# Liste der Baudenkmäler in Aschheim
Auf dieser Seite sind die Baudenkmäler in der oberbayerischen Gemeinde Aschheim zusammengestellt. Diese Tabelle ist eine Teilliste der Liste der Baudenkmäler in Bayern. Grundlage ist die Bayerische Denkmalliste, die auf Basis des Bayerischen Denkmalschutzgesetzes vom 1. Oktober 1973 erstmals erstellt wurde und seither durch das Bayerische Landesamt für Denkmalpflege geführt wird. Die folgenden Angaben ersetzen nicht die rechtsverbindliche Auskunft der Denkmalschutzbehörde.
 Die Liste gibt den Fortschreibungsstand vom 5. November 2019 wieder und umfasst drei Baudenkmäler.

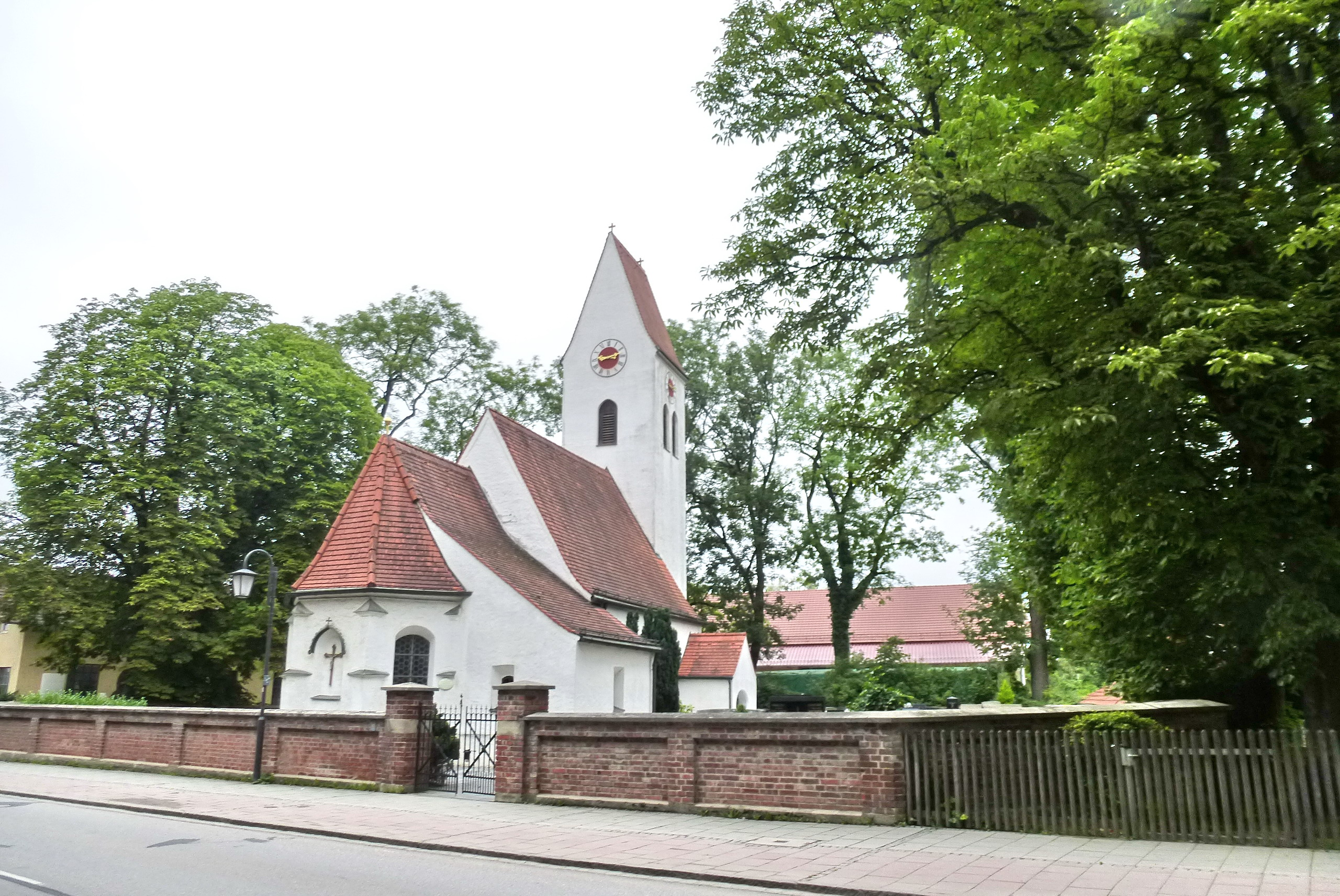
St. Margareta in Dornach

## Baudenkmäler nach Ortsteilen

### Aschheim
| Lage                    | Objekt             | Beschreibung | Akten-Nr.             | Bild           |
| ----------------------- | ------------------ | --- | --------------------- | -------------- |
| Kirchenweg 1 (Standort) | St. Peter und Paul | Katholische Pfarrkirche, Saalbau mit eingezogenem spätgotischem Polygonalchor des Vorgängerbaues und angefügter Sakristei, 1936/37 von Hans Neumaier und Georg Berlinger erbaut, mit Ausstattung. | D-1-84-112-3 Wikidata | weitere Bilder |
| Kirchenweg (Standort)   | Kriegerdenkmal     | Errichtet 1901 für die Kriege 1866 und 1870/71, mit Kriegerfigur, ursprünglich Galvanoplastik von Anton Kaindl, 1980 durch Kopie ersetzt.                                                         | D-1-84-112-4 Wikidata | weitere Bilder |

### Dornach
| Lage                             | Objekt        | Beschreibung | Akten-Nr.             | Bild           |
| -------------------------------- | ------------- | --- | --------------------- | -------------- |
| Erdinger Landstraße 7 (Standort) | St. Margareta | Katholische Filialkirche, Spätgotischer Saalbau mit stark eingezogenem Polygonalchor und Westturm, Anfang 16. Jahrhundert, im 18. Jahrhundert ausgebaut, mit Ausstattung; Friedhofsummauerung aus Backstein, um 1900. | D-1-84-112-5 Wikidata | weitere Bilder |